# Obelisk van Arles
De Obelisk van Arles (Frans: Obélisque d'Arles) is een Romeinse obelisk uit de 4e eeuw, op de Place de la République, in het Franse Arles. De obelisk is gemaakt van rood graniet, afkomstig uit de Romeinse provincie Asia. De obelisk heeft geen inscriptie. De hoogte, inclusief het voetstuk, is ongeveer 20 meter.
De obelisk werd opgericht onder de in Arles geboren Romeinse keizer Constantijn II, in het midden van de spina van het circus (Romeins stadion). Na het uiteenvallen van het Romeinse Rijk in de 5e eeuw, is de obelisk ingestort en in twee delen gebroken. De obelisk werd herontdekt in 1389. Hij werd opnieuw opgebouwd in 1676 op de huidige locatie. Aan de basis van de obelisk zijn een fontein en bronzen sculpturen toegevoegd.
Vanaf 1981 staat de obelisk, samen met andere Romeinse (waaronder het beroemde Amfitheater van Arles) en romaanse bouwwerken op de werelderfgoedlijst van UNESCO onder de inschrijving Arles, Romeinse en romaanse monumenten.